# Passi di morte perduti nel buio
Passi di morte perduti nel buio è un film del 1977, diretto da Maurizio Pradeaux.

## Trama
Nello scompartimento di un treno per Atene stanno viaggiando Luciano Morelli (giornalista italiano inviato là) con la fidanzata Ingrid, padre Effendi (prete anglicano che si rivelerà poi un falso prelato), Ben Amuchin (un tipo silenzioso che non dà alcuna confidenza agli altri passeggeri), Ida Tuclidis (moglie di un ricco funzionario ateniese) e una signorina francese che sembra molto agitata. All'ingresso d'una galleria, la luce nel vagone si spegne e, all'uscita, la signorina francese risulta uccisa, trafitta al cuore con un tagliacarte. Poco prima l'assassino aveva manomesso il sistema d'illuminazione dello scompartimento. Sul treno stanno gironzolando Ulla (cantante di colore) e Raul Komakis (un bel play-boy amico di Ulla). Subito i sospetti sull'omicidio convergono su Morelli, possessore del tagliacarte, tanto che la polizia di Atene lo trae in arresto. Poco prima dell'assassinio, però, Ulla ha visto l'omicida entrare nella toilette del vagone per manomettere l'impianto d'illuminazione. La cantante, priva di scrupoli, d'accordo con Raul e altri due complici, inizia così a ricattare l'assassino, inviandogli diverse lettere minatorie, allo scopo d'estorcergli grosse somme di denaro. Recatosi all'appuntamento con l'omicida a ritirare la somma richiesta, Raul cade però vittima della furia dell'assassino e ne viene rinvenuto il corpo alla periferia di Atene. Ben presto, sia Ulla che gli altri complici, seguono uguale sorte. Dopo la morte di Ulla, tenuta nascosta alla stampa, la polizia organizza una trappola per smascherare l'assassino: mediante una controfigura e con l'uso d'una speciale maschera, la polizia fa ricomparire Ulla durante un défilé a cui vengono invitati tutti i viaggiatori dello scompartimento. A questo punto, la sig.ra Tuclidis, alla vista di Ulla, viene colta da un grosso spavento e fugge urlando: è chiaro che è lei l'assassina. Solo successivamente si scoprirà che la sig.ra Tuclidis era a capo di un grande narcotraffico ateniese e che la vittima nel treno, una volta giunta a destinazione, intendeva denunciarla alla polizia. Ulla, Raul e i loro complici, invece, erano stati eliminati per nascondere la verità. Nel tentativo di fuga, l'assassina trova la morte precipitando dalla terrazza del palazzo dov'era stato organizzato il défilé.